# Список населённых пунктов Вожегодского района
Население Вожегодского района составляет 17,5 тыс. человек. В состав района входят 1 городское и 8 сельских поселений.
Ниже приведён список всех населённых пунктов района с указанием кодов ОКАТО и почтовых индексов. Жирным шрифтом выделены центры поселений. Также перечислены все почтовые отделения в соответствующих населённых пунктах.

## Бекетовское сельское поселение
- 19 218 840 002 / 162169 деревня Андреевская
- 19 218 812 002 / 162168 деревня Анисимовская
- 19 218 804 002 / 162167 деревня Ануфриевская
- 19 218 804 003 / 162166 деревня Барановская п/о 162166
- 19 218 804 004 / 162167 деревня Баркановская
- 19 218 804 001 / 162167 деревня Бекетовская п/о 162167
- 19 218 812 003 / 162168 деревня Большое Раменье
- 19 218 804 005 / 162167 деревня Бор
- 19 218 812 001 / 162168 деревня Борисово
- 19 218 804 006 / 162167 деревня Боярская
- 19 218 804 007 / 162167 деревня Быково
- 19 218 804 008 / 162167 деревня Вершина
- 19 218 840 001 / 162169 село Воскресенское п/о 162169
- 19 218 812 004 / 162168 деревня Вражная
- 19 218 804 009 / 162167 деревня Гашково
- 19 218 804 010 / 162167 деревня Горка
- 19 218 812 005 / 162168 деревня Еленская
- 19 218 840 003 / 162169 деревня Зуево
- 19 218 812 006 / 162168 деревня Иваньково
- 19 218 812 007 / 162168 деревня Каликинский Березник
- 19 218 812 008 / 162168 деревня Козлово п/о 162168
- 19 218 812 009 / 162168 деревня Конечная
- 19 218 840 004 / 162169 деревня Конечная
- 19 218 804 011 / 162152 деревня Коргозеро
- 19 218 812 010 / 162168 деревня Крапивино
- 19 218 840 005 / 162169 деревня Кропуфинская
- 19 218 804 012 / 162166 деревня Кубинская
- 19 218 804 013 / 162166 деревня Куклинская
- 19 218 840 006 / 162169 деревня Курицино
- 19 218 840 007 / 162169 деревня Кутилово
- 19 218 812 011 / 162168 деревня Малое Раменье
- 19 218 804 014 / 162167 деревня Мигуевская
- 19 218 812 012 / 162168 деревня Митрофаново
- 19 218 812 013 / 162168 деревня Мунская
- 19 218 840 008 / 162169 деревня Мытник
- 19 218 812 014 / 162168 деревня Мышино
- 19 218 804 015 / 162166 деревня Наволок
- 19 218 804 016 / 162166 деревня Назаровская
- 19 218 804 017 / 162167 деревня Нижняя
- 19 218 812 015 / 162168 деревня Никитино
- 19 218 812 016 / 162168 деревня Никольская
- 19 218 840 009 / 162169 деревня Никульская
- 19 218 804 018 / 162166 деревня Осиевская
- 19 218 812 017 / 162168 деревня Паньково
- 19 218 812 018 / 162168 деревня Петрово
- 19 218 812 019 / 162168 деревня Пехтач
- 19 218 804 019 / 162167 деревня Пильево
- 19 218 840 010 / 162169 деревня Покровская
- 19 218 812 020 / 162168 деревня Поповка Каликинская
- 19 218 804 020 / 162167 деревня Порохино
- 19 218 812 021 / 162168 деревня Ракишево
- 19 218 804 021 / 162167 деревня Ручьевская
- 19 218 812 022 / 162168 деревня Сальник
- 19 218 804 022 / 162167 деревня Семеновская
- 19 218 840 011 / 162168 деревня Строкавино
- 19 218 804 023 / 162166 деревня Сурковская
- 19 218 812 023 / 162168 деревня Сырнево
- 19 218 804 024 / 162167 деревня Тарасовская
- 19 218 840 012 / 162169 деревня Тигино
- 19 218 812 024 / 162168 деревня Тинготомо
- 19 218 840 013 / 162169 деревня Филатовская
- 19 218 812 025 / 162168 деревня Хвостово
- 19 218 812 026 / 162168 деревня Чичирино
- 19 218 840 014 / 162169 деревня Ягрыш
- 19 218 812 027 / 162168 деревня Яковлево

## Вожегодское городское поселение
- 19 218 808 058 / 162161 деревня Абатуриха
- 19 218 808 004 / 162178 деревня Бакланово
- 19 218 808 005 / 162180 деревня Большая Климовская
- 19 218 551 000 / 162189 посёлок Вожега п/о 162160
- 19 218 808 006 деревня Гридинская
- 19 218 808 007 / 162178 деревня Давыдиха
- 19 218 808 008 / 162178 деревня Денисиха
- 19 218 808 009 / 162178 деревня Дор
- 19 218 808 010 деревня Еленская
- 19 218 808 011 / 162161 деревня Емельяновская
- 19 218 808 012 деревня Еремеиха
- 19 218 808 013 / 162161 деревня Ефимовская
- 19 218 808 014 / 162161 деревня Заболотье
- 19 218 808 015 / 162161 деревня Задорожье
- 19 218 808 016 / 162161 деревня Зиненская
- 19 218 808 017 / 162161 деревня Ивановская
- 19 218 808 018 / 162178 деревня Коровинская
- 19 218 808 019 / 162178 деревня Короли
- 19 218 808 020 / 162161 деревня Кузнецовская
- 19 218 808 021 / 162161 деревня Лебедевская
- 19 218 808 023 / 162178 деревня Лупачи
- 19 218 808 024 / 162161 деревня Малая Климовская
- 19 218 808 028 / 162161 деревня Надпорожье
- 19 218 808 029 / 162161 деревня Нестериха
- 19 218 808 031 / 162161 деревня Новожилиха
- 19 218 808 032 / 162178 деревня Окуловская-1
- 19 218 808 033 / 162178 деревня Окуловская-2
- 19 218 808 034 / 162161 деревня Ольшуковская
- 19 218 808 035 деревня Оносиха
- 19 218 808 036 / 162161 деревня Павловская
- 19 218 808 037 / 162161 деревня Пелевиха
- 19 218 808 038 / 162161 деревня Петровская
- 19 218 808 039 / 162161 деревня Пешково
- 19 218 808 040 / 162161 деревня Подольная
- 19 218 808 041 / 162161 деревня Поповка
- 19 218 808 042 деревня Похватинская
- 19 218 808 043 / 162161 деревня Родионовская
- 19 218 808 044 / 162178 деревня Рубцово
- 19 218 808 045 / 162178 деревня Савинская
- 19 218 808 046 / 162161 деревня Самойловская
- 19 218 808 047 / 162161 деревня Сенькинская
- 19 218 808 048 / 162161 деревня Сорожинская
- 19 218 808 049 / 162178 деревня Степаниха
- 19 218 808 050 / 162161 деревня Тупицыно
- 19 218 808 051 / 162161 деревня Угол
- 19 218 808 052 / 162178 деревня Усть-Вотча
- 19 218 808 054 / 162161 деревня Холуй
- 19 218 808 055 / 162178 деревня Щеглиха
- 19 218 808 057 / 162178 деревня Ярцево

## Кадниковское сельское поселение
- 19 218 810 002 / 162152 посёлок Бекетово п/о 162152
- 19 218 810 001 / 162150 посёлок Кадниковский п/о 162150
- 19 218 810 004 / 162151 посёлок Яхренга п/о 162151

## Митюковское сельское поселение
Почтовый индекс 162172.
- 19 218 824 002 деревня Быковская
- 19 218 824 003 деревня Васильевская
- 19 218 824 004 деревня Высокая
- 19 218 824 005 деревня Галунинская
- 19 218 824 006 деревня Гридинская
- 19 218 824 007 деревня Гришинская
- 19 218 824 008 деревня Костюнинская
- 19 218 824 009 деревня Поповка
- 19 218 824 010 деревня Сиговская
- 19 218 824 001 деревня Сосновица п/о 162172
- 19 218 824 011 деревня Тимошинская
- 19 218 824 012 деревня Хмелевская

## Мишутинское сельское поселение
- 19 218 828 002 / 162175 деревня Агафоновская
- 19 218 828 003 / 162175 деревня Алферьевская
- 19 218 828 004 / 162175 деревня Глазуновская
- 19 218 828 005 / 162173 деревня Горка
- 19 218 828 006 / 162175 деревня Доровиха
- 19 218 828 007 / 162175 деревня Дубровинская
- 19 218 828 008 / 162175 деревня Есинская
- 19 218 828 009 / 162174 деревня Ивановская
- 19 218 828 010 / 162175 деревня Ивонинская
- 19 218 828 011 / 162173 деревня Исаково
- 19 218 828 012 / 162173 деревня Климовская
- 19 218 828 013 / 162175 деревня Лощинская
- 19 218 828 014 / 162173 деревня Лукьяновская п/о 162173
- 19 218 828 015 / 162175 деревня Матвеевская
- 19 218 828 001 / 162175 деревня Мишутинская п/о 162175
- 19 218 828 016 / 162173 деревня Некрасовская
- 19 218 828 017 / 162175 деревня Ожигинская
- 19 218 828 018 / 162174 посёлок Озерный п/о 162174
- 19 218 828 019 / 162175 деревня Патракеевская
- 19 218 828 020 / 162173 деревня Погорелка
- 19 218 828 021 / 162175 деревня Поповка
- 19 218 828 022 / 162175 деревня Тимонинская
- 19 218 828 023 / 162173 деревня Фатьяново
- 19 218 828 024 / 162175 деревня Чеченинская

## Нижнеслободское сельское поселение
Почтовый индекс 162171, кроме отмеченных
- 19 218 832 002 деревня Анкудиновская
- 19 218 832 003 деревня Барановская
- 19 218 832 004 деревня Блиновская индекс 162173
- 19 218 832 005 деревня Гурьевская
- 19 218 832 006 деревня Даниловская
- 19 218 832 001 деревня Деревенька п/о 162171
- 19 218 832 007 деревня Ереминская
- 19 218 832 008 деревня Ескинская
- 19 218 832 009 деревня Заозерье
- 19 218 832 010 деревня Заречная
- 19 218 832 011 деревня Засухонская
- 19 218 832 012 деревня Игнатовская
- 19 218 832 013 деревня Исаковская
- 19 218 832 014 деревня Карповская
- 19 218 832 015 деревня Климовская
- 19 218 832 016 деревня Левинская
- 19 218 832 017 деревня Митинская
- 19 218 832 018 деревня Окуловская
- 19 218 832 019 деревня Олюшинская
- 19 218 832 020 деревня Павловская
- 19 218 832 021 деревня Сафоновская
- 19 218 832 022 деревня Тимошинская
- 19 218 832 023 деревня Тоделовская
- 19 218 832 024 деревня Угленская
- 19 218 832 025 деревня Федюнинская
- 19 218 832 026 деревня Холдынка
- 19 218 832 027 деревня Черновская
- 19 218 832 028 деревня Юрковская
- 19 218 832 029 деревня Якунинская
- 19 218 832 030 деревня Якутинская

## Тигинское сельское поселение
- 19 218 836 002 / 162163 деревня Анциферовская
- 19 218 848 002 / 162165 деревня Бараниха
- 19 218 852 002 / 162162 деревня Бильская
- 19 218 836 003 / 162163 деревня Бухара
- 19 218 848 003 / 162165 деревня Гора
- 19 218 852 001 / 162162 деревня Гридино п/о 162162
- 19 218 848 004 / 162165 деревня Гришковская
- 19 218 852 003 / 162162 деревня Губинская
- 19 218 852 004 / 162162 деревня Дровдиль
- 19 218 848 005 / 162165 деревня Заберезник
- 19 218 848 006 / 162165 деревня Завраг
- 19 218 848 007 / 162165 деревня Замох
- 19 218 852 005 / 162162 деревня Кладовка
- 19 218 852 006 / 162162 деревня Коневка
- 19 218 848 008 / 162165 деревня Коротковская
- 19 218 848 009 / 162165 деревня Корякинская
- 19 218 836 004 / 162164 деревня Куршиевская
- 19 218 852 008 / 162162 деревня Левинская
- 19 218 852 009 / 162162 деревня Лещевка
- 19 218 848 010 / 162165 деревня Лобаниха
- 19 218 852 010 / 162162 деревня Малая
- 19 218 848 011 / 162165 деревня Мущининская
- 19 218 852 011 / 162162 деревня Неклюдиха
- 19 218 836 005 / 162163 деревня Нефедовская п/о 162163
- 19 218 852 012 / 162162 деревня Никитинская
- 19 218 836 006 / 162163 деревня Огарковская
- 19 218 836 001 / 162164 деревня Огибалово п/о 162164
- 19 218 836 007 / 162164 деревня Олюшино
- 19 218 852 013 / 162162 деревня Осподаревская
- 19 218 848 012 / 162165 деревня Песок
- 19 218 852 014 / 162162 деревня Песок
- 19 218 852 015 / 162162 деревня Петровка
- 19 218 852 016 / 162162 деревня Пожар
- 19 218 848 001 / 162165 деревня Поздеевская п/о 162165
- 19 218 848 013 / 162165 деревня Протасовская
- 19 218 852 017 / 162162 деревня Савинская
- 19 218 852 018 / 162162 деревня Степаниха
- 19 218 836 008 / 162163 деревня Столбиха
- 19 218 836 009 / 162163 деревня Хмылица
- 19 218 848 014 / 162165 деревня Шибаевская
- 19 218 852 019 / 162162 деревня Шистиха
- 19 218 852 020 / 162162 деревня Щеголиха

## Ючкинское сельское поселение
Почтовый индекс 162170, кроме отмеченных
- 19 218 854 002 деревня Ивановская
- 19 218 854 003 деревня Мануиловская
- 19 218 854 005 посёлок Снегиревка индекс 162173
- 19 218 854 006 посёлок Хвостово
- 19 218 854 001 посёлок Ючка п/о 162170

## Явенгское сельское поселение
- 19 218 856 002 / 162180 деревня Анисимовская
- 19 218 820 002 / 162177 деревня Анциферовская
- 19 218 856 003 / 162180 посёлок База
- 19 218 844 003 / 162181 деревня Белавинская
- 19 218 856 004 / 162180 деревня Большая Назаровская
- 19 218 820 003 / 162176 деревня Боярская
- 19 218 820 004 / 162177 деревня Бучеровская
- 19 218 820 005 / 162176 деревня Быковская
- 19 218 820 006 / 162176 деревня Васильевская
- 19 218 856 005 / 162180 деревня Вафуненская
- 19 218 820 007 / 162176 деревня Волчиха
- 19 218 820 008 / 162176 деревня Головинская
- 19 218 820 009 / 162177 деревня Гора
- 19 218 856 006 / 162180 деревня Городище
- 19 218 856 007 / 162180 деревня Грива
- 19 218 856 008 / 162180 деревня Грудинская
- 19 218 856 009 / 162180 деревня Даниловская
- 19 218 820 010 / 162177 деревня Дорковская
- 19 218 856 010 / 162180 деревня Екимовская
- 19 218 820 011 / 162176 деревня Зуевская
- 19 218 844 004 / 162181 деревня Карповская
- 19 218 820 012 / 162176 деревня Козицыно
- 19 218 856 012 / 162180 деревня Козлово
- 19 218 820 014 / 162177 деревня Коротыгинская
- 19 218 820 015 / 162176 деревня Костюнинская
- 19 218 844 005 / 162181 деревня Куриловская
- 19 218 844 007 / 162181 деревня Левковская
- 19 218 844 008 / 162181 деревня Лупачиха
- 19 218 820 016 / 162176 деревня Максимовская
- 19 218 856 013 / 162180 деревня Малая Назаровская
- 19 218 820 017 / 162177 деревня Малеевская
- 19 218 820 001 / 162176 деревня Марьинская п/о 162176
- 19 218 856 014 / 162180 деревня Митинская
- 19 218 844 001 / 162181 деревня Михайловская п/о 162181
- 19 218 856 015 / 162180 деревня Михеевская
- 19 218 820 018 / 162176 посёлок Молодёжный
- 19 218 844 009 / 162181 деревня Нефедовская
- 19 218 856 016 / 162180 деревня Новая
- 19 218 844 011 / 162181 деревня Окуловская
- 19 218 856 017 / 162180 деревня Окуловская
- 19 218 820 019 / 162177 деревня Олеховская п/о 162177
- 19 218 856 018 / 162180 деревня Олеховская
- 19 218 820 020 / 162176 село Отрадное
- 19 218 856 019 / 162180 деревня Павловская
- 19 218 856 020 / 162180 деревня Падинская
- 19 218 844 012 / 162181 деревня Пантелеевская
- 19 218 856 021 / 162180 деревня Пелевинская
- 19 218 820 021 / 162176 деревня Перепечиха
- 19 218 820 022 / 162177 деревня Пестинская
- 19 218 856 022 / 162180 деревня Погорелово
- 19 218 856 023 / 162180 деревня Подсосенье
- 19 218 856 024 / 162180 деревня Пожарище
- 19 218 856 001 / 162180 село Покровское
- 19 218 856 025 / 162180 посёлок Пролетарский п/о 162180
- 19 218 844 013 / 162181 деревня Репняковская
- 19 218 820 024 / 162176 деревня Савинская
- 19 218 820 025 / 162176 деревня Село
- 19 218 820 026 / 162177 деревня Семеновская
- 19 218 856 026 / 162180 деревня Сенкинская
- 19 218 856 027 / 162180 деревня Сорогинская
- 19 218 820 027 / 162177 деревня Степановская
- 19 218 856 028 / 162180 посёлок Сямба
- 19 218 820 028 / 162177 деревня Тарасовская
- 19 218 856 029 / 162180 деревня Тимонинская
- 19 218 844 014 / 162181 деревня Тимошинская
- 19 218 856 030 / 162180 деревня Турабовская
- 19 218 844 015 / 162181 деревня Турово
- 19 218 844 016 / 162181 деревня Тюриковская
- 19 218 844 017 / 162181 деревня Улитинская
- 19 218 856 031 / 162180 посёлок Февральский
- 19 218 820 029 / 162177 деревня Федяевская
- 19 218 856 032 / 162180 деревня Федяшинская
- 19 218 820 030 / 162176 деревня Фоминская
- 19 218 820 031 / 162176 деревня Фомищево
- 19 218 820 032 / 162176 деревня Фуниково
- 19 218 844 018 / 162181 деревня Ходинская
- 19 218 856 033 / 162180 деревня Щекотовская
- 19 218 856 034 / 162180 деревня Щепинская
- 19 218 856 035 / 162180 деревня Якушевская